# Фудзисава, Хидэюки
Хидэюки Фудзисава (яп. 藤沢 秀行, 19 июня 1925 — 8 мая 2009), также известный как Сюко Фудзисава — японский го-профессионал 9 дана, обладатель звания почётный кисэй.

## Биография
Хидэюки Фудзисава считался одним из лучших игроков в го своего времени; он состоял в так называемой группе трёх воронов японского го. Фудзисава получил ранг первого профессионального дана в 1940 году и достиг уровня 9 дана в 1963. В 1962 году он выиграл свой первый крупный титул — мэйдзин. Фудзисава становился победителем розыгрыша титула кисэй шесть лет подряд с 1976 по 1982 годы; за это ему было присвоено звание почётного кисэя. В возрасте 67 лет Фудзисава ещё раз завоевал титул одза, став старейшим игроком, выигравшим крупный японский титул. В октябре 1998 года в возрасте 74 лет он принял решение завершить спортивную карьеру. Через год он был исключён из Нихон Киин, в связи со скандалом, связанным с несанкционированной продажей сертификатов организации игрокам-любителям; в июне 2003 года Фудзисава после пересмотра дела был восстановлен в организации. 8 мая 2009 года Хидэюки Фудзисава умер в результате лёгочной пневмонии. Сын Фудзисавы — Кадзунари Фудзисава — также стал профессиональным го-игроком и имеет ранг 8 дана; племянник — Хосай Фудзисава имеет ранг 9 профессионального дана; внучка — Рина Фудзисава стала самым молодым японским профессионалом по го в возрасте 11 лет и 6 мес., побив долго державшийся рекорд Тё Тикуна, ставшего профессионалом в возрасте 11 лет и 9 месяцев.

## Титулы
| Япония                   | Япония                    | Япония                     |
| Титул                    | Победитель                | Финалист                   |
| ------------------------ | ------------------------- | -------------------------- |
| Кисэй                    | 6 (1977—1982)             | 1 (1983)                   |
| Мэйдзин                  | 2 (1962, 1970)            | 4 (1963, 1964, 1971, 1972) |
| Хонъимбо                 |                           | 2 (1960, 1966)             |
| Тэнгэн                   | 1 (1976)                  | 1 (1978)                   |
| Одза                     | 5 (1967—1969, 1991, 1992) | 2 (1970, 1993)             |
| Дзюдан                   |                           | 1 (1968)                   |
| Кубок NHK                | 2 (1969, 1981)            | 3 (1963, 1964, 1966)       |
| Чемпионат Нихон Киин     |                           | 1 (1961)                   |
| Чемпионат по быстрому го | 1 (1968)                  | 1 (1978)                   |
| Asahi Top Position       | 1 (1960)                  | 1 (1961)                   |
| Asahi Pro Best Ten       | 2 (1965, 1968)            |                            |
| Dai-ichi                 |                           | 2 (1970, 1974)             |
| Asahi Top Eight Players  |                           | 1 (1976)                   |
| Итого                    | 20                        | 20                         |